# Taula rodona
|  | Aquest article tracta sobre l'acte en què un grup de persones que es reuneixen per a estudiar un afer o un problema determinat. Si cerqueu l'element mitològic, vegeu «Taula Rodona». |

Una taula rodona està formada per un grup de persones que es reuneixen per a estudiar un afer o un problema determinat. L'afer s'aborda exclusivament mitjançant la discussió, en una atmosfera informal, però sota la direcció, d'un moderador que se situa al centre dels invitats en una taula. Cada expositor fa ús de la paraula durant aproximadament 10 minuts. Es tracta que cadascun dels integrants del grup escolti els punts de vista dels altres i els discuteixi fins a posar-se d'acord en quelcom positiu.en definitiva, es tracta d'arribar a deduir unes recomanacions o acords. Convé donar un marge de durada d'entre 60 i 90 minuts com a màxim.